# Браниполе
Браниполе (болг. Браниполе) — село в Болгарии. Находится в Пловдивской области, входит в общину Родопи. Население составляет 2494 человека.
Село Браниполе находится в 8 километрах к югу от центра Пловдива и на расстоянии 1 километр от окраины города. Находится на Верхнефракийской низменности в подножие Родопских гор. Кроме города Пловдив, неподалёку от села: город Куклен, а также сёла Белаштица, Брестник, Гылыбово и Марково.

## Политическая ситуация
В местном кметстве Браниполе, в состав которого входит Браниполе, должность кмета (старосты) исполняет Мария Рангелова Тафрова (Болгарская социалистическая партия (БСП)) по результатам выборов.
Кмет (мэр) общины Родопи — Йордан Георгиев Шишков (Болгарская социалистическая партия (БСП)) по результатам выборов.